# Amambay
Amambay je jedan od 17 okruga u Paragvaju. Središte okruga je u gradu Pedru Juanu Caballeru. 

## Zemljopis
Okrug se nalazi na zapadu Paragvaja na granici s Brazilom. Amambay se proteže na 12.933 km² te je deveti najveći paragvajski okrug.

## Stanovništvo
Prema podacima iz 2007. godine u okrugu živi 156.248 stanovnika dok je prosječna gustoća naseljenosti 13 stanovnika na km². 

## Administrativna podjela
Okrug je podjeljen na četiri distrikta:
| Distrikt             | Površina (km²) | Stanovništvo |
| -------------------- | -------------- | ------------ |
| Bella Vista          | 3.901          | 9.611        |
| Capitán Bado         | 3.294          | 17.117       |
| Pedro Juan Caballero | 3.047          | 75.109       |
| Zanja Pytá           | 2.691          | 13.080       |